# Wim Wienen
Wim Wienen (Wilrijk, 9 oktober 1971) is een voormalig Belgisch politicus voor het Vlaams Belang.

## Levensloop
Wienen behaalde in 1995 een licentiaat in de Politieke en Sociale Wetenschappen aan het UIA. In zijn studentenjaren was hij lid van de Nationalistische Studentenvereniging (NSV). Hij werd professioneel actief voor het radicaal-rechtse Vlaams Blok, in 2004 herdoopt tot Vlaams Belang. Van 1995 tot 1997 was hij medewerker op de Dienst Organisatie en nadien was hij van 1997 tot 2004 persverantwoordelijke voor de partij. Van 2004 tot 2009 was hij wetenschappelijk medewerker van de Vlaams Belang-fractie in het Vlaams Parlement.
Wim Wienen begon zijn politieke loopbaan in mei 1996 in de districtsraad van Wilrijk. Wegens zijn verhuis naar Gent, nam hij daar ontslag in november 1997. Wienen was van 2001 tot 2006 gemeenteraadslid van Gent. In die hoedanigheid was hij van 2002 tot 2006 lid van bestuur in het AG Havenbedrijf Gent en van het pas opgerichte AG SOB. In mei 2006 verhuisde hij terug naar Antwerpen. Van 2007 tot 2012 was Wienen gemeenteraadslid van de stad Antwerpen. In 2013 werd hij districtsraadslid in Hoboken. Hij bleef districtsraadslid tot hij in november 2014 stopte met politiek en ontslag nam.
Van 2009 tot aan 2014 was Wim Wienen lid van de partijraad van het Vlaams Belang. Onder het voorzitterschap van Gerolf Annemans was hij vanaf 2012 lid van het nationale partijbestuur.
Na de rechtstreekse Vlaamse verkiezingen van 7 juni 2009 kwam hij eind juni 2009 voor de kieskring Antwerpen in het Vlaams Parlement terecht als opvolger van Anke Van dermeersch, die aan haar mandaat verzaakte. Hij bleef Vlaams volksvertegenwoordiger tot mei 2014. Als Vlaams Parlementslid viel Wienen op door zijn werkijver, bij een rangschikking van de website zewerkenvoorjou eindigde hij op de 11e plaats bij de parlementsleden met de meeste initiatieven. Toen De Standaard de aanwezigheden van parlementsleden in commissies onder de loep nam, bleek de eerste plaats te bekleden. Wienen zetelde van 2009 tot 2014 in de commissies Cultuur, Jeugd, Sport en Media en Woonbeleid, Stedelijk Beleid en Energie en van 2010 tot 2014 eveneens in de commissie Onderwijs en Gelijke Kansen.
In januari 2013 kwam hij in het nieuws doordat hij in februari 2011 betrapt werd toen hij geïntoxiceerd door een rood licht reed. Hiervoor werd zijn parlementaire onschendbaarheid ingetrokken.
Wim Wienen nam in november 2014 ontslag uit al zijn politieke mandaten en partijfuncties. Hij werd vervolgens tot in 2023 consulent bestuurskunde voor de stad Antwerpen en is sinds 2023 adjunct-districtssecretaris in Hoboken.